# قصر لامبث

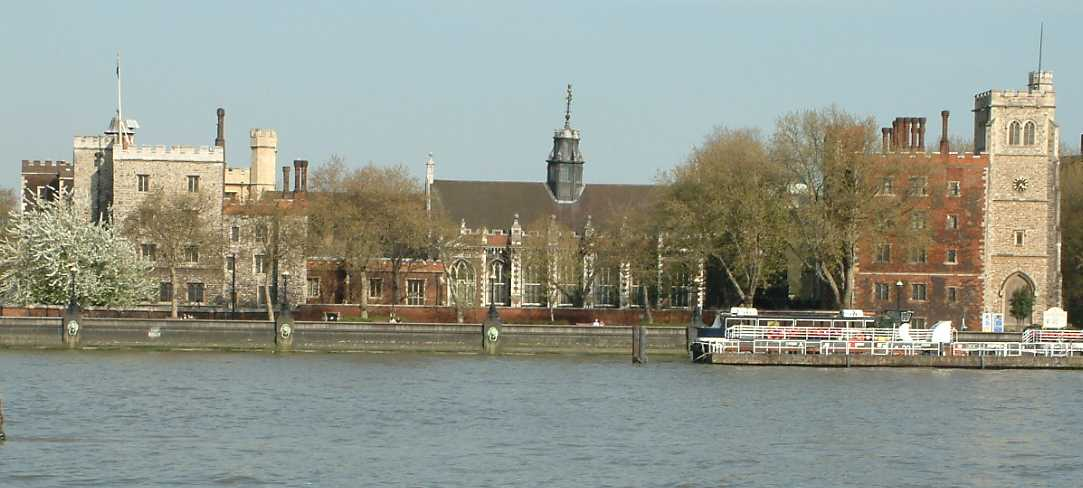
صورة لقصر لامبث ملتقطة من نهر التايمز.

 قصر لامبث  هو المقر الرسمي لرئيس أساقفة كانتربيري في لندن. يقع القصر في لامبث، على الضفة الجنوبية من نهر التايمز على بعد مسافة قصيرة من قصر وستمنستر على الشاطئ الآخر.

## معرض صور

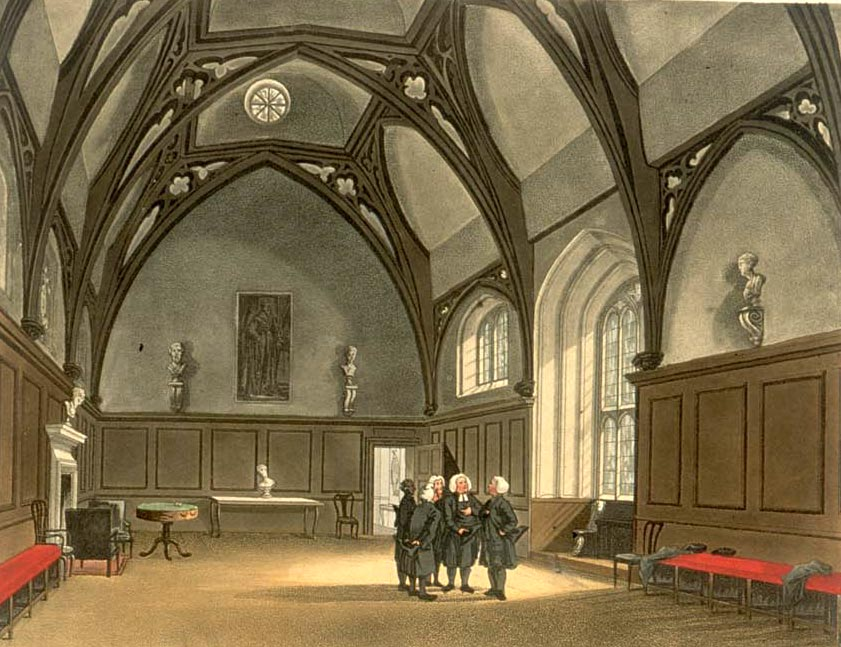
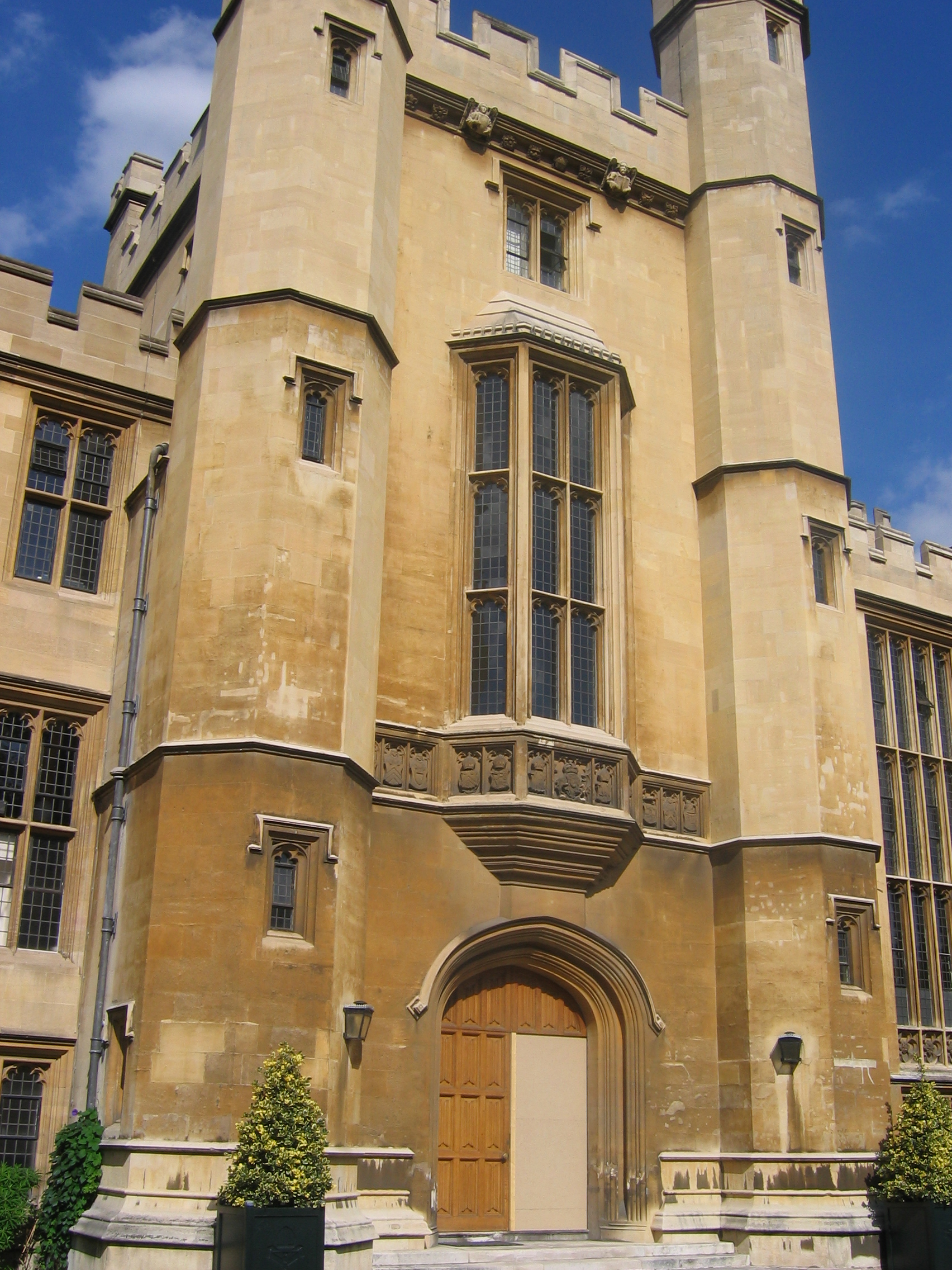
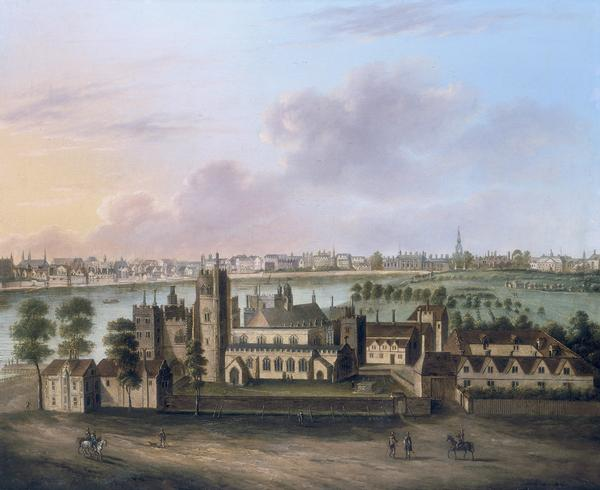
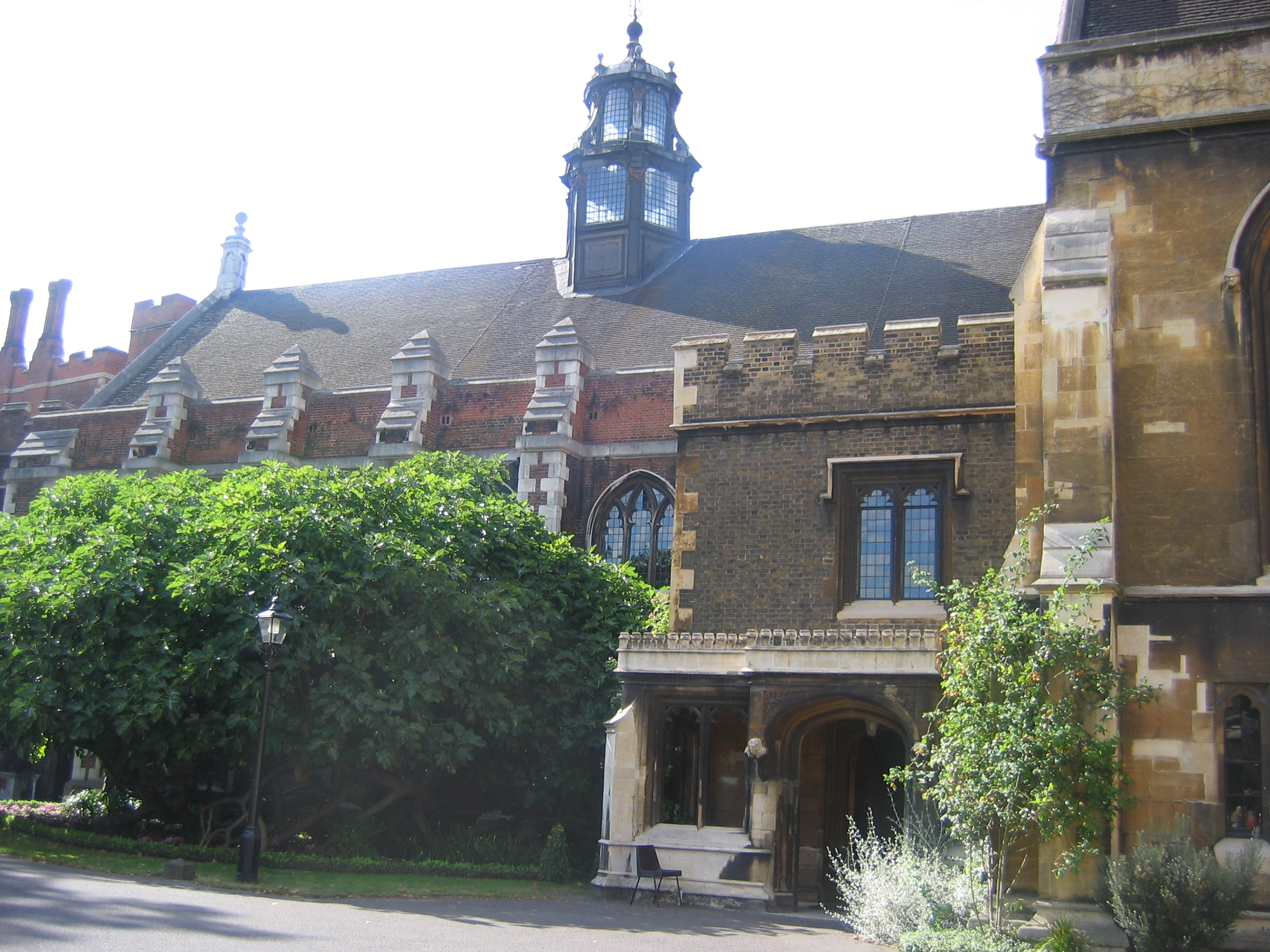
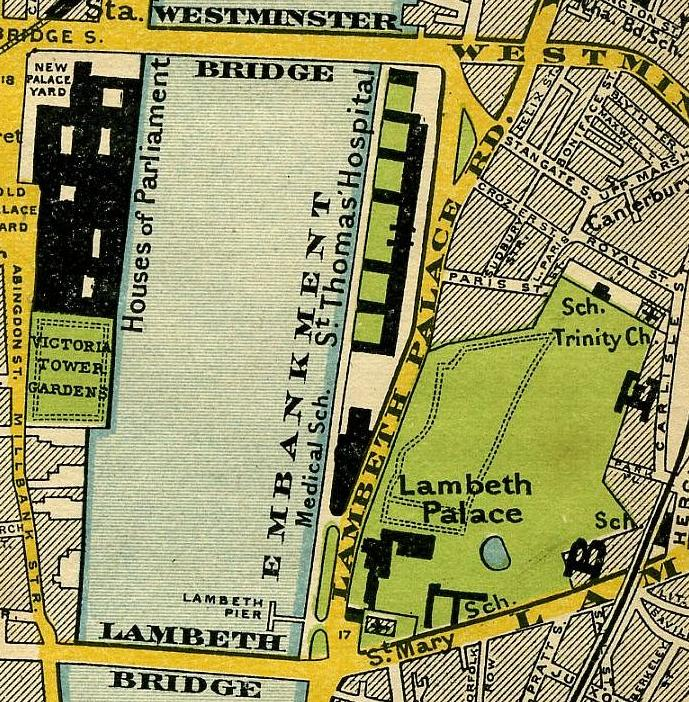

## أعلام
- ماثيو باركر
- غيلبرت شيلدون

## وصلات خارجية
- Lambeth Palace official website
- Lambeth Palace Library official website
- Very detailed architectural description – from the Survey of London online
- Flickr images tagged Lambeth Palace
- Library catalog of printed books نسخة محفوظة 27 مايو 2011 على موقع واي باك مشين.
- Library catalog of manuscripts and archives نسخة محفوظة 16 يوليو 2011 على موقع واي باك مشين.